# Akor Adams
Akor Jerome Adams (* 29. Januar 2000 in Kogi) ist ein nigerianischer Fußballspieler. Der Stürmer steht seit 2025 beim FC Sevilla unter Vertrag.

## Karriere

### Verein
Adams begann seine Karriere in der Jamba Football Academy. Im Sommer 2018 schloss sich der Spieler zunächst für ein Jahr auf Leihbasis mit anschließender Kaufoption dem norwegischen Verein Sogndal Fotball an. Dort kam er bis zum Ende der Saison 2018 zu zehn Ligaeinwechslungen, in denen ihm drei Scorerpunkte gelangen. Zu Beginn der nächsten Saison verzeichnete der Nigerianer drei erneute Einsätze in der zweithöchsten norwegischen Spielklasse, bevor der Verein ihn im Juni 2019 fest unter Vertrag nahm. Im weiteren Verlauf kam er zu neun weiteren Ligaspielen. Die Saison 2020 verlief für den Stürmer ernüchternd. So erreichte er nur zwei Kurzeinsätze aus 30 möglichen Ligapartien. 2021 gelang ihm schließlich der Durchbruch – er absolvierte 26 Ligaspiele, davon 22 von Beginn an, und erzielte 15 Scorerpunkte. Diese herausragende Saison sorgte für die Aufmerksamkeit anderer Vereine und so wechselte er im Januar 2022 zum erstklassigen Lillestrøm SK. Auch hier absolvierte er eine gute erste Saison – in 23 Ligaspielen gelangen ihm zehn Torbeteiligungen. Im Pokal erreichte er mit seiner Mannschaft das Finale, scheiterte dort aber an Brann Bergen. Auf internationalem Terrain kam er zu seinem ersten Einsatz – im Hinspiel der zweiten Qualifikationsrunde der UEFA Europa Conference League stand der Spieler gegen den finnischen Vertreter Seinäjoen JK in der Startelf. Nach einer noch erfolgreicheren Hinrunde der Saison 2023 mit 17 Scorerpunkten aus 15 Ligaspielen wechselte er im August 2023 nach Frankreich zum HSC Montpellier. Hier begann er sofort als gesetzte Stammkraft und erzielte in den ersten beiden Spielen drei Tore. Auch im restlichen Saisonverlauf war er gesetzt und absolvierte insgesamt 32 Ligaspiele, in denen er acht Tore erzielte. In der folgenden Spielzeit blieb er zunächst Stammkraft und kam in der Hinrunde auf 15 Ligaspiele mit sechs Scorerpunkten. Im Januar 2025 wechselte er für 5,5 Millionen Euro zum FC Sevilla, wo er jedoch aufgrund von Verletzungspech in der Rückrunde der Saison 2024/25 lediglich vier Spiele mit insgesamt 131 Einsatzminuten absolvierte.

### Nationalmannschaft
Adams kam 2019 im Rahmen der U-20-Weltmeisterschaft in Polen zu zwei Einsätzen für die nigerianische U20-Nationalmannschaft.